# Diocesi di Baucau
La diocesi di Baucau (in latino Dioecesis Baucana) è una sede della Chiesa cattolica a Timor Est suffraganea dell'arcidiocesi di Dili. Nel 2022 contava 398.538 battezzati su 408.778 abitanti. È retta dal vescovo Leandro Maria Alves.

## Territorio
La diocesi comprende la parte orientale della repubblica di Timor Est e include i distretti di: Baucau, Manatuto, Viqueque e Lautém.
Sede vescovile è la città di Baucau, dove si trova la cattedrale di Sant'Antonio.
Il territorio è suddiviso in 22 parrocchie.

## Storia
La diocesi è stata eretta il 30 novembre 1996 con la bolla Quo aptius consuleretur di papa Giovanni Paolo II, ricavandone il territorio dalla diocesi di Dili (oggi arcidiocesi).
Originariamente immediatamente soggetta alla Santa Sede, l'11 settembre 2019 è entrata a far parte della provincia ecclesiastica di Dili.

## Cronotassi dei vescovi
Si omettono i periodi di sede vacante non superiori ai 2 anni o non storicamente accertati.
- Sede vacante (1996-2004)

- Basílio do Nascimento † (27 febbraio[2] 2004 - 30 ottobre 2021 deceduto)[3]
- Leandro Maria Alves, dal 26 aprile 2023

## Statistiche
La diocesi nel 2022 su una popolazione di 408.778 persone contava 398.538 battezzati, corrispondenti al 97,5% del totale.
| anno | popolazione | popolazione | popolazione | presbiteri | presbiteri | presbiteri | presbiteri                | diaconi | religiosi | religiosi | parrocchie |
| anno | battezzati  | totale      | %           | numero     | secolari   | regolari   | battezzati per presbitero | diaconi | uomini    | donne     | parrocchie |
| ---- | ----------- | ----------- | ----------- | ---------- | ---------- | ---------- | ------------------------- | ------- | --------- | --------- | ---------- |
| 1998 | 208.279     | 224.917     | 92,6        | 35         | 12         | 23         | 5.950                     |         | 26        | 77        | 9          |
| 2001 | 245.748     | 253.959     | 96,8        | 36         | 17         | 19         | 6.826                     |         | 36        | 81        | 9          |
| 2002 | 253.120     | 265.389     | 95,4        | 35         | 12         | 23         | 7.232                     |         | 46        | 86        | 9          |
| 2012 | 351.000     | 366.000     | 95,9        | 61         | 27         | 34         | 5.754                     |         | 162       | 96        | 18         |
| 2015 | 316.734     | 333.485     | 95,0        | 74         | 35         | 39         | 4.280                     |         | 231       | 174       | 20         |
| 2018 | 320.255     | 322.300     | 99,3        | 65         | 31         | 34         | 4.927                     | 1       | 214       | 126       | 21         |
| 2020 | 386.692     | 395.177     | 97,9        | 71         | 34         | 37         | 5.446                     | 1       | 283       | 180       | 22         |
| 2022 | 398.538     | 408.778     | 97,5        | 73         | 36         | 37         | 5.459                     |         | 252       | 188       | 22         |